# Lawaan
Lawaan ist eine philippinische Stadtgemeinde in der Provinz Eastern Samar. Sie hat 12.742 Einwohner (Zensus 1. August 2015).

## Baranggays
Lawaan ist politisch in 16 Baranggays unterteilt.
| - Betaog - Bolusao - Guinob-an - Maslog - Barangay Poblacion 1 - Barangay Poblacion 2 - Barangay Poblacion 3 - Barangay Poblacion 4 | - Barangay Poblacion 5 - Barangay Poblacion 6 - Barangay Poblacion 7 - Barangay Poblacion 8 - Barangay Poblacion 9 - Barangay Poblacion 10 - San Isidro - Taguite |

Anmerkung: Población (spanisch für Population) bezeichnet auf den Philippinen mehrere im Zentrum einer Stadtgemeinde liegende Barangays.